# 運輸保安庁
アメリカ合衆国運輸保安庁（アメリカがっしゅうこくうんゆほあんちょう、アメリカ英語: Transportation Security Administration, TSA）は、アメリカ国土安全保障省の外局であり、アメリカ合衆国における公共交通機関の安全性を保つことを任務としている。2001年9月11日に発生したアメリカ同時多発テロに際して編成された。アメリカ合衆国運輸省の連邦航空局民間航空保安室を、発展的に改組し編成された組織であるため、当初は運輸省の管轄とされていたが、2003年3月9日に国土安全保障省に移管された。

## 設立
運輸保安庁の根拠法である航空運輸安全法は、ドン・ヤング下院議員とアーネスト・ホーリング上院議員の主導により第107回議会を通過し、ジョージ・W・ブッシュ大統領の下に送付された。ブッシュ大統領が法案に署名したため、2001年11月19日に施行され、アメリカ合衆国運輸省運輸保安庁が設立された。その後、2003年3月9日に国土安全保障省へ移管された。

## 歴史と使命
運輸保安庁は、2001年9月11日のアメリカ同時多発テロを受けて設立された。初代長官であるジョン・マガウは、2001年12月10日にブッシュ大統領により指名を受け、翌年1月に上院の承認を得た。
このとき、ノーマン・ミネタ運輸長官などの運輸省幹部は、民間の単体の航空会社や、航空会社のグループが独自に運輸保安業務を実施するより、アメリカ合衆国連邦政府が単一的に運輸保安業務を実施した方が効果的であると主張した。こうして設立された運輸保安庁は、特に空港における安全保障や航空機のハイジャック防止など、アメリカの輸送手段を保護するための政策を策定し、実施することを主な任務としている。
運輸保安庁の設立は、大規模な組織を短期間で整備することに成功した代表的なケースであると指摘されている。これは、第一次世界大戦時にアメリカ軍が多くの新兵の訓練に成功して以来のことである。運輸保安庁は、設立後2002年2月から12月までの間に、170万人の就職希望の応募者があり、うち5万5千人を採用した。
現在、運輸保安庁は州政府と共に、高速道路や鉄道、バス、パイプライン、港などの公共交通システムの監督業務に従事しているが、その主任務が航空の安全保障にあることに変わりはない。運輸保安庁は、全米の450以上の空港で、空港警備における旅客と荷物の審査について責任を負っている。しかし、民間の企業による旅客や荷物の審査は、運輸保安庁が設立された以後も続けられている。運輸保安庁の設立により、連邦政府は空港の選抜審査を廃止した。
また、民間の企業に対しては、審査を運輸保安庁が策定するスクリーニング・パートナシップ・プログラム（SPP）の下で行うように義務付けた。現在も、民間企業に旅客や荷物などの保安審査を委託している空港には、サンフランシスコ国際空港、カンザスシティ国際空港、グレイター・ロチェスター国際空港、チェペロ地域空港、キーウェスト国際空港、チェールズ・M・シュルツ‐ソノマ群空港、ジャクソン・ホール空港などの主要空港がある。

## 組織

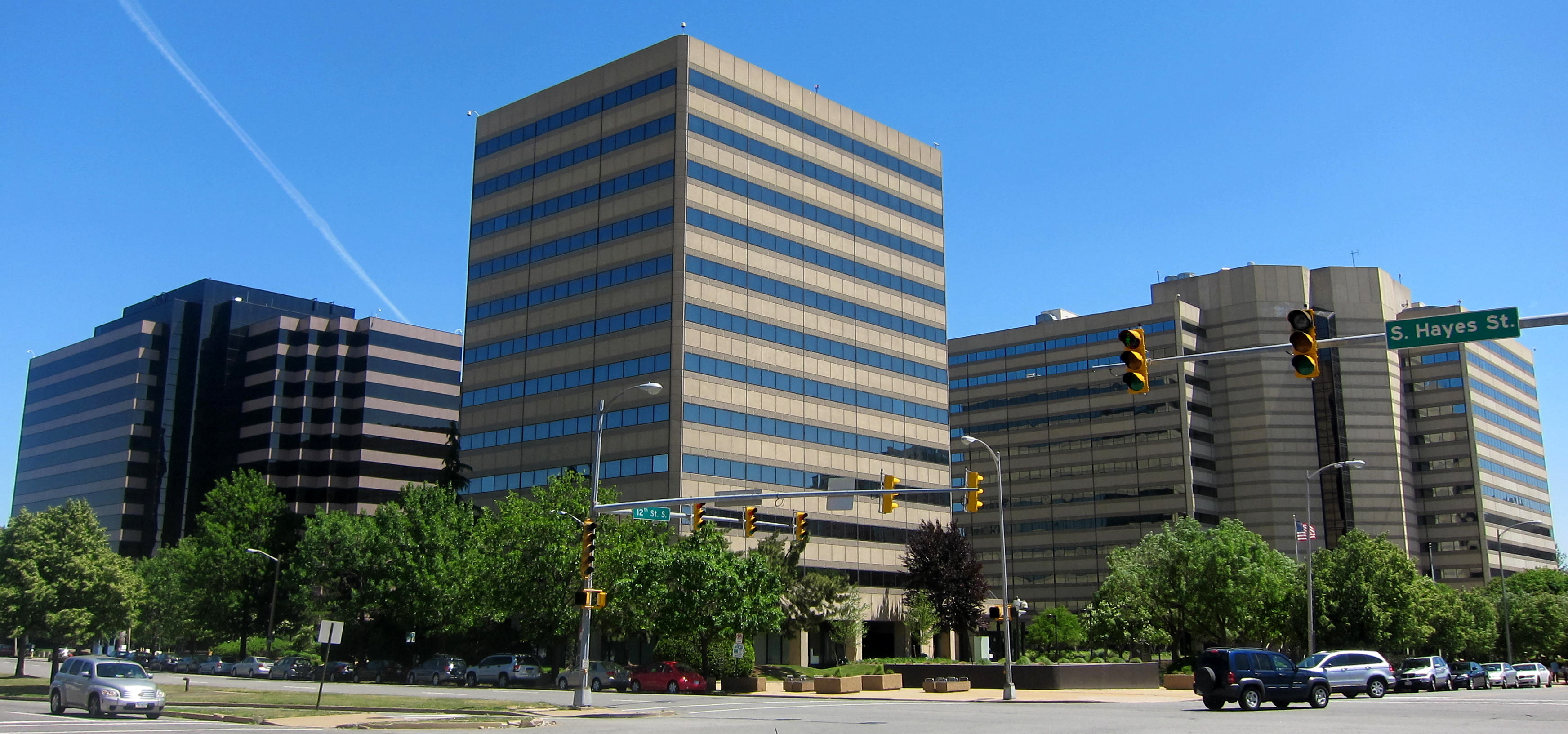
アーリントン郡ペンタゴンシティにある運輸保安庁の旧本部ビル

### 長官
運輸保安庁の長は、運輸省の外局であった当時、運輸次官をもって充てられていた。2003年3月に国土安全保障省に移管されると、運輸保安庁の長は、長官となった。創設から20年たった現在までに、7人の長官と6人の長官代行が就任してきた。
運輸保安庁の近代化に関する条項を盛り込んだ2018年連邦航空局再編法の可決により、長官の任期は、現職のデビッド・ペコスケ長官の任期の開始の時に遡及して5年間となった。また、副長官を政治任用職とした。
| 代 | 写真 | 氏名                               | 任期                           | 注 |
| -- | ---- | ---------------------------------- | ------------------------------ | --- |
| 1  |      | ジョン・マゴー                     | 2002年1月28日 – 2002年7月18日  | 治安担当運輸次官 |
| 2  |      | ジェームズ・ロイ                   | 2002年7月19日 – 2003年12月7日  | 国土安全保障省移行担当運輸次官 |
| 3  |      | デビッド・M・ストーン              | 2003年12月8日 – 2005年6月3日   | 上院で承認される2004年7月までは長官代行 |
| —  |      | ケネス・カスプリシン               | 2005年6月4日 – 2005年7月26日   | 代行 |
| 4  |      | キップ・ホーリー                   | 2005年7月27日 – 2009年1月20日  | |
| —  |      | ゲイル・ロシド                     | 2009年1月20日 – 2010年6月24日  | 代行 |
| 5  |      | ジョン・S・ピストル                | 2010年6月25日 – 2014年12月31日 | |
| —  |      | メルビン・J・キャラウェイ          | 2015年1月1日 – 2015年6月1日    | 代行、運輸保安庁の検問所の脆弱性を指摘した国土安全保障省監察官室レッドチームの試験結果が漏洩した問題を受け、州の国土安全保障局及び地方法執行機関に左遷された。 |
| —  |      | マーク・ハットフィールド・ジュニア | 2015年6月1日 – 2015年6月4日    | 代行 |
| —  |      | フランシス・X・テイラー            | 2015年6月4日 – 2015年7月3日    | 代行、諜報・分析担当国土安全保障次官を兼務 |
| 6  |      | ピーター・V・ネフェンガー          | 2015年7月4日 – 2017年1月20日   | |
| —  |      | フバン・A・ゴワディア              | 2017年1月20日 – 2017年8月10日  | 代行 |
| 7  |      | デビッド・ペコスケ                 | 2017年8月10日 - 現在           | 2019年4月11日から11月13日まで国土安全保障副長官代行を兼務し、その後、日常業務をパトリシア・コグスウェル副長官代行に引き継ぐ。2021年1月20日から国土安全保障長官代行を兼務し、アレハンドロ・マヨルカス長官の人事案が上院で承認され、引き継ぐ。長官代行を務めている間、治安作戦担当上級副長官のダービー・ラジョイが運輸保安庁長官代行を務めていた。 |

### 組織構造
全ての部門は上級副長官 (Executive Assistant Administrator) 、全ての課は副長官 (Assistant Administrator) をトップとしている。例外として戦略・政策調整・技術革新課のトップは管理官 (Executive Director) 、取得プログラム管理課のトップは最高取得責任者 (Chief Acquisition Executive)の職名を使用している。また、法執行担当副長官は、連邦航空保安局の局長を兼務している。
- 長官 (Administrator)
  - 長官代理 (Deputy Administrator)
    - 監察官 (Chief Counsel、直接の所属は国土安全保障省監察官室)
    - 最高財務責任者 (Chief Finance Officer)
    - 調査担当副長官 (Investigations Assistant Administrator)
    - 市民権・オンブズマン・旅行者関係担当副長官 (Civil Rights and Liberties, Ombudsman and Traveler Engagement Assistant Administrator)
    - 検査担当副長官 (Inspection Assistant Administrator)

  - 長官官房 (Chief of Staff)
    - 立法担当副長官 (Legislative Affairs Assistant Administrator)
    - 戦略的コミュニケーション・広報担当副長官 (Strategic Communications and Public Affairs Assistant Administrator)
    - 戦略・政策調整・技術革新担当管理官 (Strategy, Policy Coordination, and Innovation Executive Director)

  - 作戦支援担当上級副長官 (Operations SupportExecutive Assistant Administrator)
    - 作戦支援担当上級副長官代理 (Operations Support Deputy Executive Assistant Administrator)
      - 政策・計画・雇用担当副長官 (Policy, Plans, and Engagement Assistant Administrator)
      - 情報・分析担当副長官 (Intelligence and Analysis Assistant Administrator)
      - 登録業務・審査プログラム担当副長官 (Enrollment Services and Vetting Programs Assistant Administrator)
      - 要件・機能分析担当副長官 (Requirements and Capabilities Analysis Assistant Administrator)

  - 民間企業支援担当上級副長官 (Enterprise Support Executive Assistant Administrator)
    - 民間企業支援担当上級副長官代理 (Enterprise Support Deputy Executive Assistant Administrator)
      - 契約・調達担当副長官 (Contracting and Procurement Assistant Administrator/HCA)
      - 人的資本担当副長官 (Human Capital Assistant Administrator)
      - 訓練・開発担当副長官 (Training and Development Assistant Administrator)
      - 情報技術担当副長官 (Information Technology Assistant Administrator/CIO)
      - 取得プログラム管理担当最高取得責任者 (Acquisition Program Management Chief Acquisition Executive)
      - セキュリティ・管理担当副長官 (Security and Administrative Services Assistant Administrator)
      - 作戦管理担当副長官 (Operations Management Assistant Administrator)

  - 治安作戦担当上級副長官 (Security Operations Executive Assistant Administrator)
    - 治安作戦担当上級副長官代理 (Security Operations Deputy Executive Assistant Administrator)
      - 国内航空作戦副長官 (Domestic Aviation Operations Assistant Administrator)
      - 水際作戦担当副長官 (Surface Operations Assistant Administrator)
      - 国際作戦担当副長官 (International Operations Assistant Administrator)
      - 法令順守担当副長官 (Compliance Assistant Administrator)
      - 作戦管理担当副長官 (Operations Management Assistant Administrator)

  - 法執行担当担当副長官・連邦航空保安局長 (Law Enforcement/Federal Air Marshal Service Executive Assistant Administrator/Director FAMS)
    - 法執行担当上級副長官代理・連邦航空保安局次長 (Deputy Executive Assistant Administrator)
      - 地上作戦担当副長官 (Field Operations Assistant Administrator)
      - 航空作戦担当副長官 (Flight Operations Assistant Administrator)
      - 作戦管理担当副長官 (Operations Management Assistant Administrator)

### 新本部
2017年8月、共通役務庁は、運輸保安庁の新たな本部をバージニア州スプリングフィールドに建設すると発表した。新たな本部は62万5,000平方フィートの床面積を有し、地下鉄フランコニア・スプリングフィールド駅のすぐ近くに設置されるとした。15年間のリース契約で、合計3億1,600万ドルの費用がかかると予測されている。この施設は、2020年半ばにオープンする予定である。

### インシグニア
2018年9月11日、運輸保安庁は、その組織価値と設立原則を表すために新たな旗を決定した。そのデザインは、青地を基調とするもので、中央には白と赤のリンに囲まれた位置に白色で描かれたアメリカンイーグルをあしらったものである。ダイナミックに広げられた翼は、保護、警戒、誓約を象徴している。赤と白のリングに封じ込められているワシの翼が、そのリングを突き破っているが、これは行動の自由を表している。また、設立のきっかけとなった9月11日を象徴するために、ワシの上には9つの星と11本のストライプが描かれている。また旗のデザインには、運輸保安庁が守るべき交通手段の根幹をなす陸 (道路)と海 (海路)も表現されている。